# Русаков (хутор)
Русако́в — хутор в Советском районе Ростовской области.
Входит в состав Советского сельского поселения.

## Население
| 2010 |
| ---- |
| 284  |

## Улицы
- ул. Главная,
- ул. Мартыненко,
- ул. Петровская,
- ул. Чирская.

## Достопримечательности
В хуторе находится братская могила 120 воинов, погибших в боях у хутора в ноябре 1942 года.